# Romain-aux-Bois
Romain-aux-Bois település Franciaországban, Vosges megyében. Lakosainak száma 47 fő (2022. január 1.). Romain-aux-Bois Breuvannes-en-Bassigny, Damblain, Lamarche és Tollaincourt községekkel határos.

## Népesség
A település népessége az elmúlt években az alábbi módon változott:
| Lakosok száma | 47   | 48   | 48   | 51   | 51   | 49   | 48   | 47   |
|               | 2013 | 2015 | 2017 | 2018 | 2019 | 2020 | 2021 | 2022 |